# Tiger Express (La Mer de Sable)
Tiger Express is een stalen wildemuis-achtbaan van het model Wilde Maus (Compact Park) in het Franse attractiepark La Mer de sable. Tot eind 2010 stond de achtbaan onder de naam Flying Dutchman Goldmine in het Nederlandse attractiepark Walibi Holland.

## Algemene informatie
Tiger Express is ontworpen en gebouwd door het Duitse bedrijf MACK Rides. De achtbaan heeft een capaciteit van 1120 bezoekers per uur. Er zijn tien losse karretjes en in elk karretje kunnen vier personen. Door de plaatsing van de wielen heeft de bezoeker het gevoel dat het karretje tijdens de rit van het spoor losraakt. De achtbaan is in 2000 in opdracht van Six Flags gebouwd, en werd eind 2010 afgebroken en verplaatst naar La Mer de sable.

## Trivia
- In Movie Park Germany staat een exact gelijke achtbaan.[1]

## Galerij

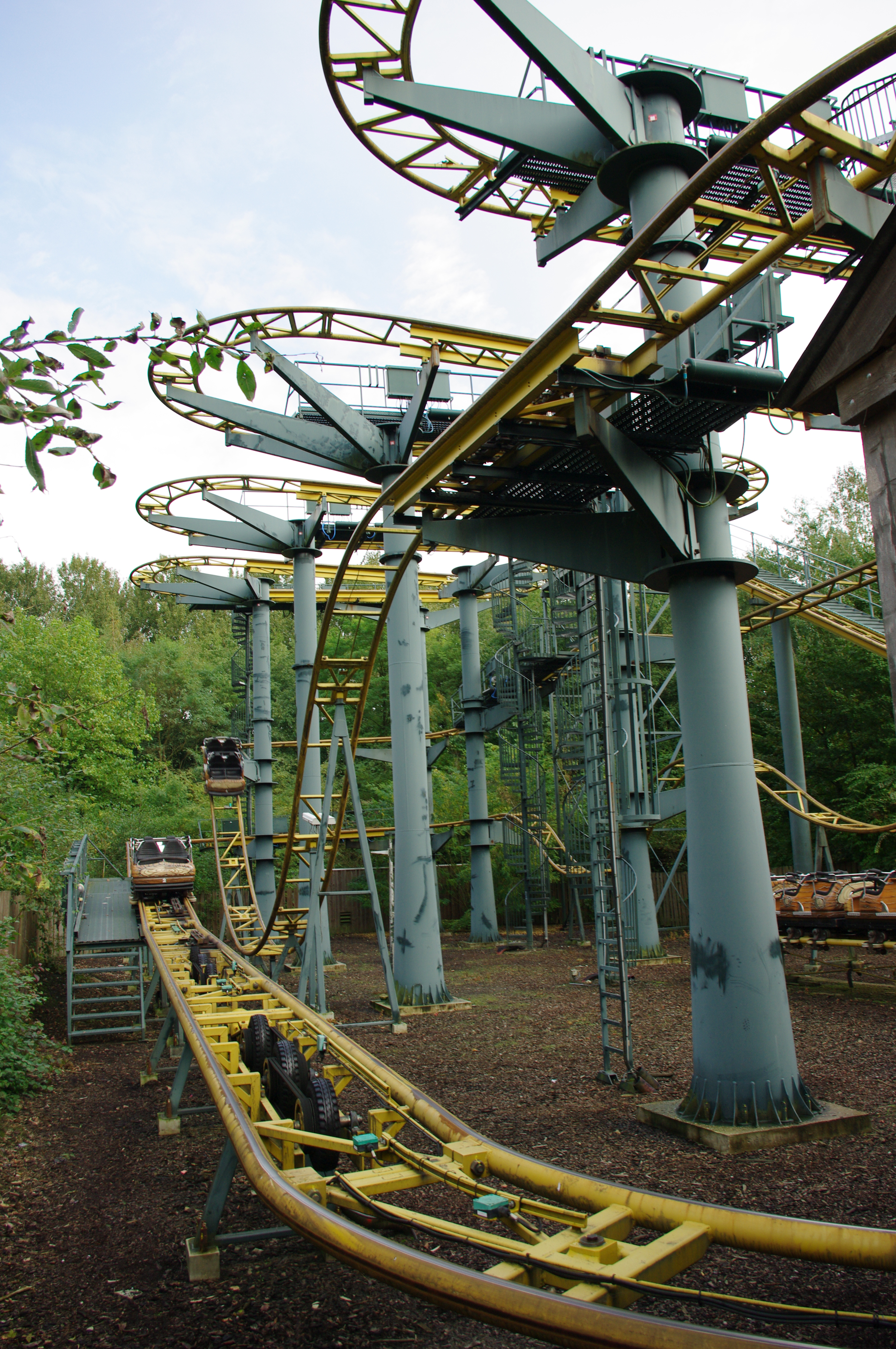
Flying Dutchman Goldmine in Walibi Holland
- Flying Dutchman Goldmine baanverloop

Afbeeldingen · Lijst van attracties